# Фрейзер, Саймон (дипломат)
Сэр Саймон Джеймс Фрейзер (англ. Sir Simon James Fraser; род. 3 июня 1958) — британский дипломат. В июле 2010 года был назначен на должность Постоянный заместитель министра иностранных дел Великобритании и руководителя дипломатической службы (Permanent Under-Secretary and Head of HM Diplomatic Service), которую занимал до июля 2015 года. В 2009–2010 годах занимал пост постоянного секретаря Министерства предпринимательства, инноваций и ремёсел Великобритании (Department for Business, Innovation and Skills).

## Ранние годы и образование
Учился в школе St Paul’s School (Лондон), затем окончил Corpus Christi College Кембриджского университета, получив степень MA в области классической филологии.

## Дипломатическая карьера
Службу начал в Foreign and Commonwealth Office (МИД) в 1979 году. Работал в британских миссиях в Ираке и Сирии, а также в Париже и Брюсселе. С 2004 по 2008 год — Chef de Cabinet у еврокомиссара по торговле Питера Мандельсона; с 2008 по 2009 год — директор-генерал по Европе и глобализации в FCO. В 2009–2010 годах — постоянный секретарь Министерства предпринимательства, инноваций и ремёсел Великобритании.

## Зарплата на госслужбе
Ежегодный оклад составлял £160 000–165 000 в 2010 году и £180 000–185 000 в 2013 году (по данным открытых списков зарплат высших чиновников).

## Деятельность после госслужбы
После ухода с госслужбы в 2015 году стал сооснователем и управляющим партнёром консалтинговой компании Flint Global, предоставляющей консультации по вопросам политики, регулирования и экономики на международных рынках. В июне 2024 года в Flint Global был назначен новый CEO, Джеймс Пёрнелл; Фрейзер при этом остался в совете директоров.

## Работа в Chatham House
С 2016 по 2022 год — заместитель председателя (Deputy Chair) Chatham House (Королевский институт международных отношений). В июне 2024 года был избран председателем Совета (Chair) Chatham House.

## Общественная и экспертная деятельность
- Член правления Международной торговой палаты (ICC) в Великобритании;[7]
- Член Международного комитета Королевского общества;[8]
- Попечитель Patchwork Foundation.[11]

## Награды
- CMG (Companion of the Order of St Michael and St George) — 2009;
- KCMG (Knight Commander of the Order of St Michael and St George) — 2013;
- GCMG (Knight Grand Cross of the Order of St Michael and St George) — 2016.[12]